# Shamek Pietucha
Przemyslaw Shamek Pietucha (Malbork, 24 de agosto de 1976-10 de octubre de 2015) fue un deportista canadiense que compitió en natación.
Ganó una medalla de plata en el Campeonato Mundial de Natación en Piscina Corta de 2000, en la prueba de 200 m mariposa. Participó en los Juegos Olímpicos de Sídney 2000, ocupando el sexto lugar en la prueba de 4 × 100 m estilos.

## Palmarés internacional
| Campeonato Mundial en Piscina Corta | Campeonato Mundial en Piscina Corta | Campeonato Mundial en Piscina Corta | Campeonato Mundial en Piscina Corta |
| Año                                 | Lugar                               | Medalla                             | Prueba                              |
| ----------------------------------- | ----------------------------------- | ----------------------------------- | ----------------------------------- |
| 2000                                | Atenas (Grecia)                     | Medalla de plata                    | 200 m mariposa                      |